# シレナ海淵
シレナ海淵（英：Sirena Deep）はマリアナ海溝にある海淵の一つ。チャレンジャー海淵から東に約200キロメートルの地点にある。水深は10,809メートル。当初はHMRG海淵（英：HMRG Deep）と命名されたが、後に改名された。
シレナ海淵を発見したのは、ハワイ大学の研究チームだった。ハワイ大学地球惑星物理学研究所 (HIGP) の研究者らは1997年と2001年にグアム島近海でソナーによる海底のマッピング計画を実施し、未知の海淵を発見した。研究者らはこの新たに発見した海淵にHawaii Mapping Research GroupからとってHMRG海淵と命名した。
2011年に沿岸・海洋マッピングセンターが公表したマリアナ海溝の測量結果によれば、シレナ海淵の水深は10,809メートルであった。